# Nogaredo
Nogaredo település Olaszországban, Trento megyében. Lakosainak száma 2079 fő (2023. január 1.). Nogaredo Isera, Rovereto és Villa Lagarina községekkel határos.

## Népesség
A település népessége az elmúlt években az alábbi módon változott:
| Lakosok száma | 2072 | 2066 | 2079 |
|               | 2017 | 2018 | 2023 |